# The Honourable Woman
The Honourable Woman è una miniserie televisiva britannica in otto parti trasmessa nel 2014, scritta e diretta da Hugo Blick. Interpretata da Maggie Gyllenhaal, è andata in onda su BBC Two nel Regno Unito dal 3 luglio 2014 e su SundanceTV negli Stati Uniti dal 31 luglio 2014.
Il 7 aprile 2014 è stata mostrata un'anteprima della miniserie durante il MIPTV.
The Honourable Woman ha ricevuto recensioni positive, con Gyllenhaal che ha vinto un Golden Globe per la sua interpretazione, Stephen Rea ha vinto il premio British Academy Television Award per il miglior attore non protagonista nel 2015; la serie che è stata premiata con un Peabody Award nel 2015.

## Produzione
Annunciata nel giugno del 2013, la produzione della miniserie è stata commissionata da Ben Stephenson e Janice Hadlow e co-finanziata da Sundance Channel. Hugo Blick è stato lo sceneggiatore e il regista dell'intera miniserie, mentre le case Drama Republic e Eight Rooks hanno co-prodotto il progetto, con Hugo Blick e Abi Bach accreditati come produttori.
Stephenson ha descritto il dramma come "davvero maturo, complicato" e ha sottolineato il suo piacere nel tornare a lavorare con Blick dopo la serie del 2011 The Shadow Line. Sarah Barnett, presidente di Sundance Channel, ha affermato che si tratta di un'opera "superbamente lavorata, che riguarda la speranza, il compromesso, il senso di colpa e la famiglia".
Riguardo alla scritturazione, Gyllenhaal ha affermato: "Non riuscivo a smettere di leggere il copione. Nessa è un personaggio così entusiasmante e intricato. Non vedo l'ora di iniziare le riprese".

### Riprese
Le riprese sono durate tre mesi e hanno avuto inizio nel luglio del 2013 a Londra e a Romney Marsh, nel Kent. Ulteriori riprese hanno avuto luogo nel Medio Oriente e negli Stati Uniti.

## Episodi
| No. | Titolo                       | Data di messa in onda nel Regno Unito | Spettatori nel Regno Unito (dati 7 giorni; milioni) | Data dell'aria negli Stati Uniti | Spettatori negli Stati Uniti (milioni) |
| --- | ---------------------------- | ------------------------------------- | --------------------------------------------------- | -------------------------------- | -------------------------------------- |
| 1 | "La sedia vuota"             | 3 luglio 2014                         | 3.21                                                | 31 luglio 2014                   | 0,080                                  |
| Ventinove anni fa, una giovane Ephra e Nessa Stein assistono all'omicidio del padre. Nell'odierna Londra, Nessa viene nominata pari a vita grazie ai suoi sforzi filantropici in Medio Oriente. Annuncia che la sua azienda, la Stein Group, ha assegnato un contratto di ingegneria molto conteso in Cisgiordania a Samir Meshal, un palestinese. Viene prontamente scoperto morto, un apparente suicidio che solleva molte domande. Monica Chatwin dell'MI6 rende nota la sua presenza a Nessa e ricorda a Ephra un segreto che mantiene. Sir Hugh Hayden-Hoyle, dell'ufficio del Medio Oriente all'MI6, riflette sulla sua carriera in declino e sul matrimonio fallito. Ephra porta i suoi figli e Kasim, il figlio della sua governante, a un evento musicale. Kasim viene rapito e la guardia del corpo di Nessa viene colpita mentre insegue i rapitori. |                              |                                       |                                                     |                                  |                                        |
| 2 | "Il marito infedele"         | 10 luglio 2014                        | 2,52                                                | 7 agosto 2014                    | 0,110                                  |
| Hayden-Hoyle indaga sul "suicidio" di Samir Meshal mentre la polizia indaga sul rapimento di Kasim. I rapitori rivelano di conoscere un segreto che Nessa e Atika condividono, con grande angoscia di Nessa. Il segreto ha qualcosa a che fare con Nessa e Atika rapiti a Gaza otto anni prima. Hayden-Hoyle scopre una donna che afferma di essere stata l'amante di Meshal, che in realtà è un agente dell'FBI sotto copertura. Viene quindi uccisa da un agente non identificato. Gli americani ammettono di essere coinvolti nella morte di Meshal, mentre viene rivelato che Ephra e Atika hanno una relazione. |                              |                                       |                                                     |                                  |                                        |
| 3 | "Il richiamo dell'uccisione" | 17 luglio 2014                        | 2.29                                                | 14 agosto 2014                   | 0,081                                  |
| Nel corso delle indagini della polizia, conducono un test di paternità sul DNA di Kasim per vedere se è il figlio di Ephra. I risultati del test sono negativi, dopo che Atika ha manomesso il DNA. Shlomo e Nessa scoprono che qualcuno ha fornito a Nessa informazioni false per convincerla che Shlomo ha a che fare con Hezbollah. Nathaniel, la guardia del corpo di Nessa, indaga sul rapimento e viene ucciso di conseguenza, insieme alla famiglia di uno dei rapitori. |                              |                                       |                                                     |                                  |                                        |
| 4 | "Il taglianastri"            | 24 luglio 2014                        | 2.28                                                | 21 agosto 2014                   | 0,108                                  |
| Questo episodio flashback si concentra sulle attività di Nessa otto anni prima. Una giovane e ingenua Nessa visita la Cisgiordania per una cerimonia di inaugurazione presso un'istituzione educativa palestinese finanziata dal Gruppo Steins, ma scopre una possibile corruzione. Chiede alla sua traduttrice palestinese, Atika, se può aiutarla ad intrufolarsi a Gaza per indagare. Le due donne vanno e vengono rapidamente rapite. Durante la prigionia, Nessa viene violentata da uno dei suoi rapitori, Saleh Al-Zahid, e rimane incinta di lui. Scopriamo che lo stupratore è il figlio dell'uomo che aveva fatto assassinare il padre di Nessa 21 anni prima. Dopo lo stupro, Atika dà fuoco allo stupratore e, in seguito, Nessa supplica i loro rapitori di non punire Atika e loro accettano. Saleh Al-Zahid è anche l'uomo che rapirà Kasim nel presente. |                              |                                       |                                                     |                                  |                                        |
| 5 | "Due cuori"                  | 31 luglio 2014                        | 2.06                                                | 28 agosto 2014                   | 0,106                                  |
| Ephra lavora freneticamente per liberare sua sorella rapita, mentre il suo rapimento viene tenuto segreto a tutti tranne che a pochi confidenti. Viene rivelato che la possibile corruzione su cui Nessa stava indagando era in realtà una copertura per i fondi che Ephra aveva elargito per contribuire a liberare un soldato israeliano tenuto in ostaggio. Alla fine, dopo un anno di cattività, Nessa viene liberata dopo che Ephra conclude un accordo con Monica Chatwin del MI6: in cambio delle dimissioni di Ephra dalla leadership del Gruppo Stein e della rivelazione di numerosi segreti relativi al cavo di telecomunicazioni in Cisgiordania, la Chatwin lavora per ottenere l'approvazione di Dame Julia per un raid con gli israeliani per salvare Nessa. Nessa chiede ad Atika di crescere Kasim come se fosse suo figlio, perché sente che se il mondo sapesse che sta allevando il bambino concepito con un terrorista palestinese che l'ha violentata, la sua efficacia nel lavorare verso la pace sarebbe compromessa. Nel presente, Nessa scopre che Monica Chatwin è stata quella che ha falsificato il file di Shlomo per farlo apparire come se avesse avuto a che fare con Hezbollah. Nel frattempo, c'è uno scandalo in una scuola israeliana finanziata dai Stein, dove un insegnante accusa la scuola di discriminazione contro gli arabi. Le indagini dell'insegnante scoprono una stanza segreta di sorveglianza nella scuola, e l'insegnante viene assassinato. |                              |                                       |                                                     |                                  |                                        |
| 6 | "La linea madre"             | 7 agosto 2014                         | 2.26                                                | 4 settembre 2014                 | 0,093                                  |
| Nessa esce a bere e finisce per essere picchiata e violentata da un uomo che la prende in braccio. Nessa viene poi contattata da Jalal El-Amin, un uomo d'affari palestinese affiliato ai rapitori di Kasim, che le chiede di stabilire una partnership commerciale con lui in cambio del rilascio di Kasim. Nel frattempo, Shlomo inizia le sue indagini per scoprire chi lo ha incastrato e ha intercettato il cavo delle telecomunicazioni. Mostra le sue prove a Nessa, che in lacrime si confronta con Ephra su come ora abbia compromesso la loro compagnia e il loro buon nome. Shlomo ne parla anche a Sir Hugh, portando Sir Hugh a capire che gli americani facevano parte delle intercettazioni ed è per questo che hanno ucciso Samir Meshal. |                              |                                       |                                                     |                                  |                                        |
| 7 | "Il muro vuoto"              | 14 agosto 2014                        | 2.33                                                | 11 settembre 2014                | 0,089                                  |
| Si scopre che Saleh Al-Zahid (stupratore di Nessa / rapitore di Kasim) sta lavorando con Monica Chatwin. Nessa rivela i suoi segreti a Sir Hugh, e lui inizia a indagare sulle azioni di Monica Chatwin, che sono completamente non autorizzate. Nessa si reca in Cisgiordania per inaugurare il suo nuovo progetto con El-Amin. Ephra e Atika si riconciliano e si rifugiano in un cottage, ma Atika ha tradito Ephra e lo ha portato lì per essere ucciso da Saleh Al-Zahid. La moglie di Ephra, Rachel, partecipa all'assassinio e uccide l'assassino di suo marito. Contemporaneamente, una bomba esplode all'evento di Nessa, uccidendo tutti sul suo cammino, e il telegiornale dichiara Nessa morta. Rachel inizia il travaglio e Atika l'aiuta a far nascere il bambino mentre gli agenti dell'MI6 arrivano per arrestarla. Per ordine di Monica Chatwin, |                              |                                       |                                                     |                                  |                                        |
| 8 | "Il coltello da cucina"      | 21 agosto 2014                        | 2.23                                                | 18 settembre 2014                | 0,177                                  |
| Hayden-Hoyle e Dame Julia ricostruiscono gli eventi delle ultime settimane, coinvolgendo gli americani, i palestinesi e gli israeliani ad ascoltare le informazioni trasmesse attraverso il cavo e ciascuno a compiere i propri omicidi. Il risultato è che molte persone sono morte e gli americani hanno cambiato politica e non si opporranno più allo stato palestinese nelle Nazioni Unite. Molto è stato progettato da Monica Chatwin, che sta cercando il primo posto nell'MI6 e che stava usando il processo di pace per raggiungere questo obiettivo. Viene rivelato che Nessa è sopravvissuta all'esplosione della bomba, ma è stata rapita dallo stesso gruppo che l'ha rapita 8 anni prima. L'uomo che ha progettato tutto, Zahid Al-Zahid, la affronta e le racconta i suoi piani, poi la lascia andare ma si rifiuta di restituirle suo figlio. Sir Hugh convince Atika che lo stato palestinese può essere raggiunto nei prossimi giorni, ma non se il coinvolgimento palestinese negli attacchi diventa pubblicamente noto. Atika viene liberato dall'MI6 per convincere i palestinesi a rilasciare Nessa Stein. Un tradimento inaspettato fa decidere ad Atika di liberare Kasim e riportarlo a Nessa. Atika guida freneticamente per raggiungere Nessa prima che possa essere uccisa dall'agente americano inviato per intercettarla. Atika e l'agente americano muoiono entrambi, ma Nessa e Kasim riescono ad arrivare sani e salvi al confine israeliano. Atika guida freneticamente per raggiungere Nessa prima che possa essere uccisa dall'agente americano inviato per intercettarla. Atika e l'agente americano muoiono entrambi, ma Nessa e Kasim riescono ad arrivare sani e salvi al confine israeliano. Atika guida freneticamente per raggiungere Nessa prima che possa essere uccisa dall'agente americano inviato per intercettarla. Atika e l'agente americano muoiono entrambi, ma Nessa e Kasim riescono ad arrivare sani e salvi al confine israeliano. |                              |                                       |                                                     |                                  |                                        |

## Accoglienza
La miniserie è stata accolta positivamente dalla critica britannica. Gabriel Tate di The Guardian l'ha definita "la serie televisiva più soddisfacente e densamente scritta da anni."
Negli Stati Uniti The Honourable Woman è stata accolta altrettanto positivamente, con recensioni entusiaste apparse in pubblicazioni come New York Times, Washington Post, New York Magazine, Entertainment Weekly, Time Magazine e Los Angeles Times. Matt Roush di TV Guide ha descritto l'opera di Blick come "sceneggiato e diretto con un'intelligenza spietata," mentre Tim Goodman di The Hollywood Reporter ha definito la miniserie "una storia straordinariamente ben costruita: complessa, densa, impegnativa e gratificante".
Il sito Metacritic ha assegnato alla miniserie un punteggio di 82 su 100, sulla base di 24 recensioni. Rotten Tomatoes ha riportato un apprezzamento dell'89%, sulla base di 28 recensioni.
Molti critici hanno fatto apprezzamenti sulla recitazione di Gyllenhaal. Hank Stuever del Washington Post ha descritto la sua interpretazione come "notevolmente misurata e commovente," mentre Alessandra Stanley del New York Times ha affermato che Gyllenhaal è "notevole nel ruolo di una donna di buoni principi ma in conflitto con sé stessa" La miniserie è stata anche apprezzata per aver trattato in modo maturo i ruoli di genere. Sara Stewart di Indiewire ha affermato che la miniserie "ha rivoluzionato il sexy spy drama", apprezzando la scelta di aver puntato sull'intelletto e sulla complessità interiore della protagonista piuttosto che sul conflitto romantico e sessuale.